# Чайка (курорт)
Вижте пояснителната страница за други значения на Чайка.
Чайка е курортен комплекс и същевременно вилна зона на Варна, която се намира в границите на комплекса Златни пясъци. Намира се в близост е средновековната обител Аладжа манастир, комплекс Ален мак, както и единственият по Българското Черноморие седалков лифт до морето. В комплекса са изградени множество хотели, магазини, заведения и частни вили.

## Плаж „Кабакум“
Комплекса е известен с често посещавания от варненци плаж „Кабакум“, разположен между курортите Златни пясъци и Константин и Елена. В южната част на плажа има изграден седалков лифт, водещ до курортен комплекс „Чайка“.
- Изглед от плажа през 2006 г.
- Изглед от плажа през 2011 г.
- Изглед от плажа през 2011 г.

## Варненски свободен университет
През 1991 г. в територията на комплекса се създава Варненски свободен университет „Черноризец Храбър“, който е разположен на ул. „Янко Славчев“ №84.

## Транспорт
До курорта има редовна целогодишна автобусна линия – № 409, която свързва Летище Варна с центъра на града и курортите Св. св. Константин и Елена, Чайка и Златни пясъци.